# Église Saint-Roch de Bomba
L'église Saint-Roch (italien : chiesa di San Rocco) est un édifice religieux catholique situé à Vallecupa (plus précisément à Valle dei Monaci ), un hameau de Bomba, en Italie.

## Histoire
L'église se dresse sur le site d'un couvent célestinien préexistant, dont des ruines subsistent.

## Structure

### Extérieur
La façade est romane-gothique avec des pilastres qui séparent la porte avec, au-dessus, pilastre à arc pointu, seule lancette d'un arc lancette. Les pilastres se terminent par des cuspides. Au sommet, les pilastres sont reliés par des sous-pilastres à un angle aigu. Au cours des orteils résultant de sous-pilastres il y a 3 rosettes circulaires, dont les deux côtés, plus petite, se composent de fenêtres encadrées, tandis que la rosette centrale est fortifiée avec un cadre circulaire.
En haut à droite, sur la façade, il y a une cloche.

### Intérieur
L'intérieur se compose d'une seule nef avec une chapelle de chaque côté.
Dans la chapelle à droite il y a deux statues :
- Santa Teresa del Bambin Gesù ;
- Notre-Dame de Lourdes.

Dans la chapelle gauche il y a deux autres statues :
- Sante Anne avec sa fille Maria enfant dans ses bras
- Saint Roch.

Sur l'autel principal, il y a un crucifix monumental.

## Référence
- (it) Cet article est partiellement ou en totalité issu de l’article de Wikipédia en italien intitulé « Chiesa di San Rocco (Bomba) » (voir la liste des auteurs).